# Sieben Schläfer von Ephesus (Rouen)

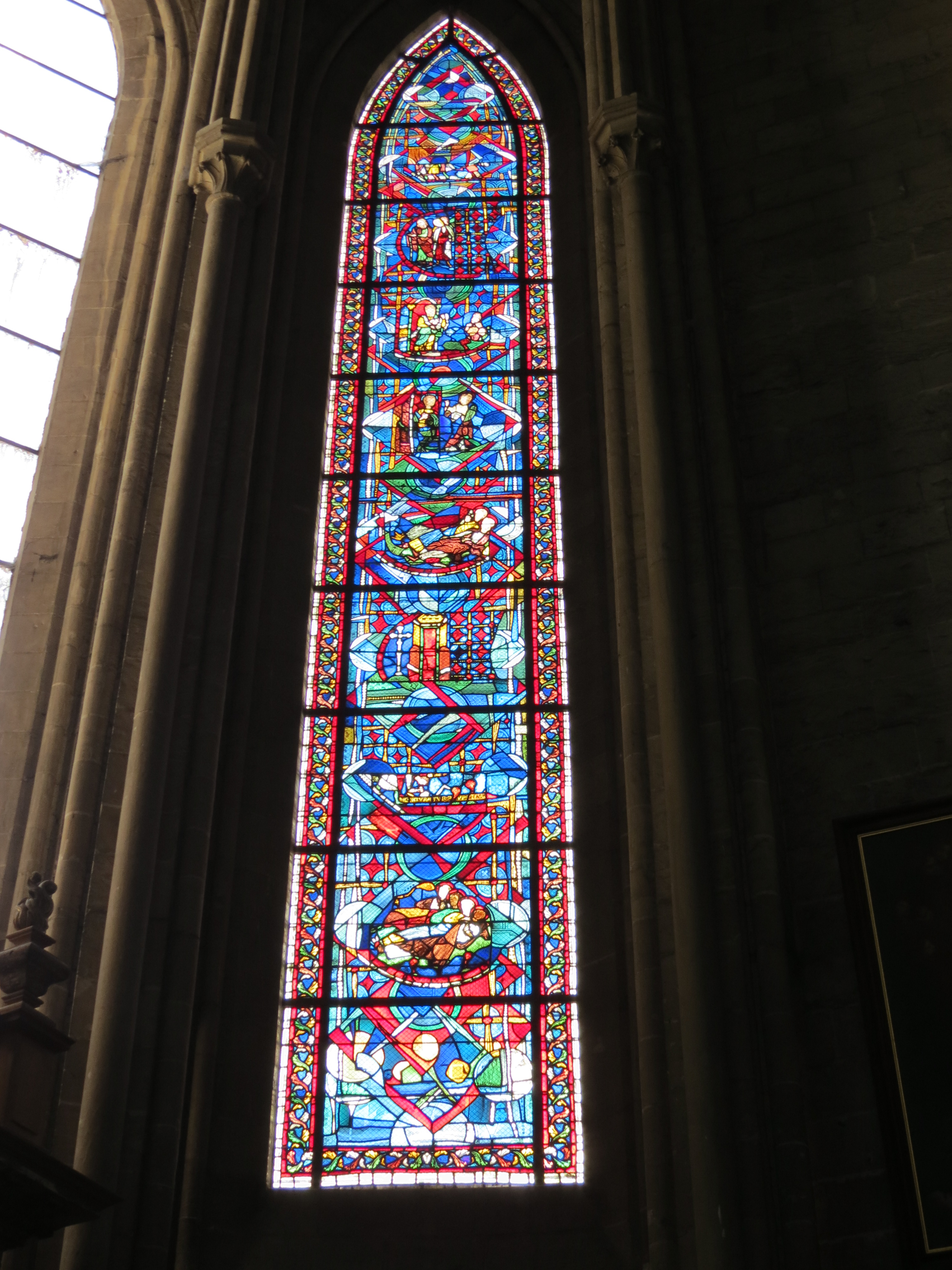
Fenster Sieben Schläfer von Ephesus in Rouen

Das Fenster Sieben Schläfer von Ephesus in der Kathedrale von Rouen, einer französischen Stadt in der Normandie, wurde um 1204 geschaffen. Das Bleiglasfenster wurde 1852 als Monument historique zusammen mit dem Kirchenbau in die Liste der Baudenkmäler in Frankreich aufgenommen.
Das circa neun Meter hohe und circa einen Meter breite Fenster Nr. 13 in der Kapelle St-Pierre-St-Paul wurde von einer unbekannten Werkstatt geschaffen. Im Jahr 1980/81 wurde es von Sylvie Gaudin restauriert und die alten Szenen wurden mit neuen Teilen gefasst. Die alten Teile stammen aus dem südlichen Chor und aus einem Apostel-Petrus-Fenster.
Fünf Szenen stellen die Legende der Sieben Schläfer von Ephesus dar. In ihr wird beschrieben, wie sieben junge Männer auf der Flucht vor einer Glaubensverfolgung Schutz in einer Höhle suchten und dort, von Gott behütet, in einen mehrere Jahrhunderte andauernden Schlaf verfielen.

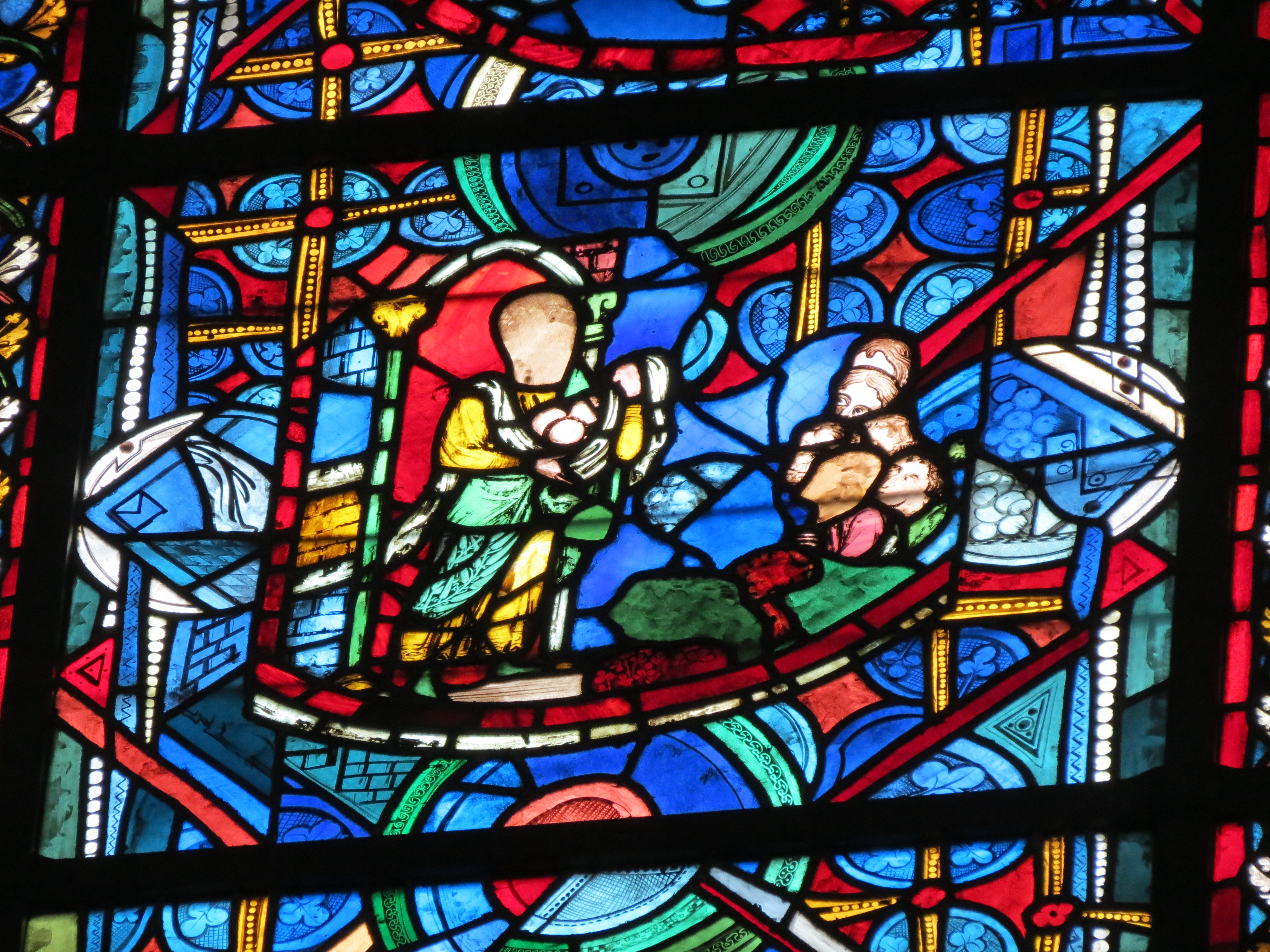
Malchus bringt seine Brüder in die Höhle
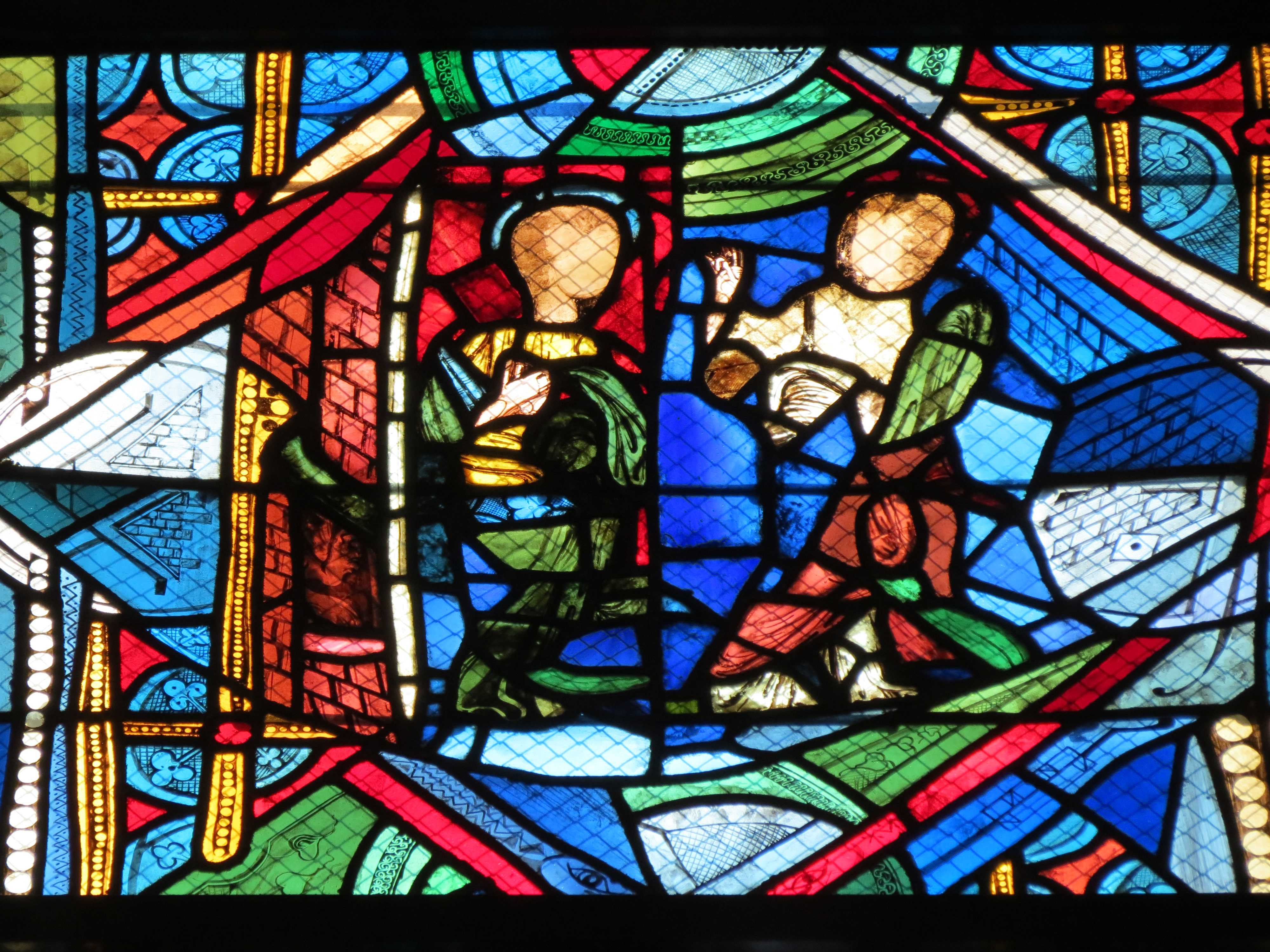
Ein Maurer verschließt auf Befehl des Kaisers die Höhle mit einer Mauer
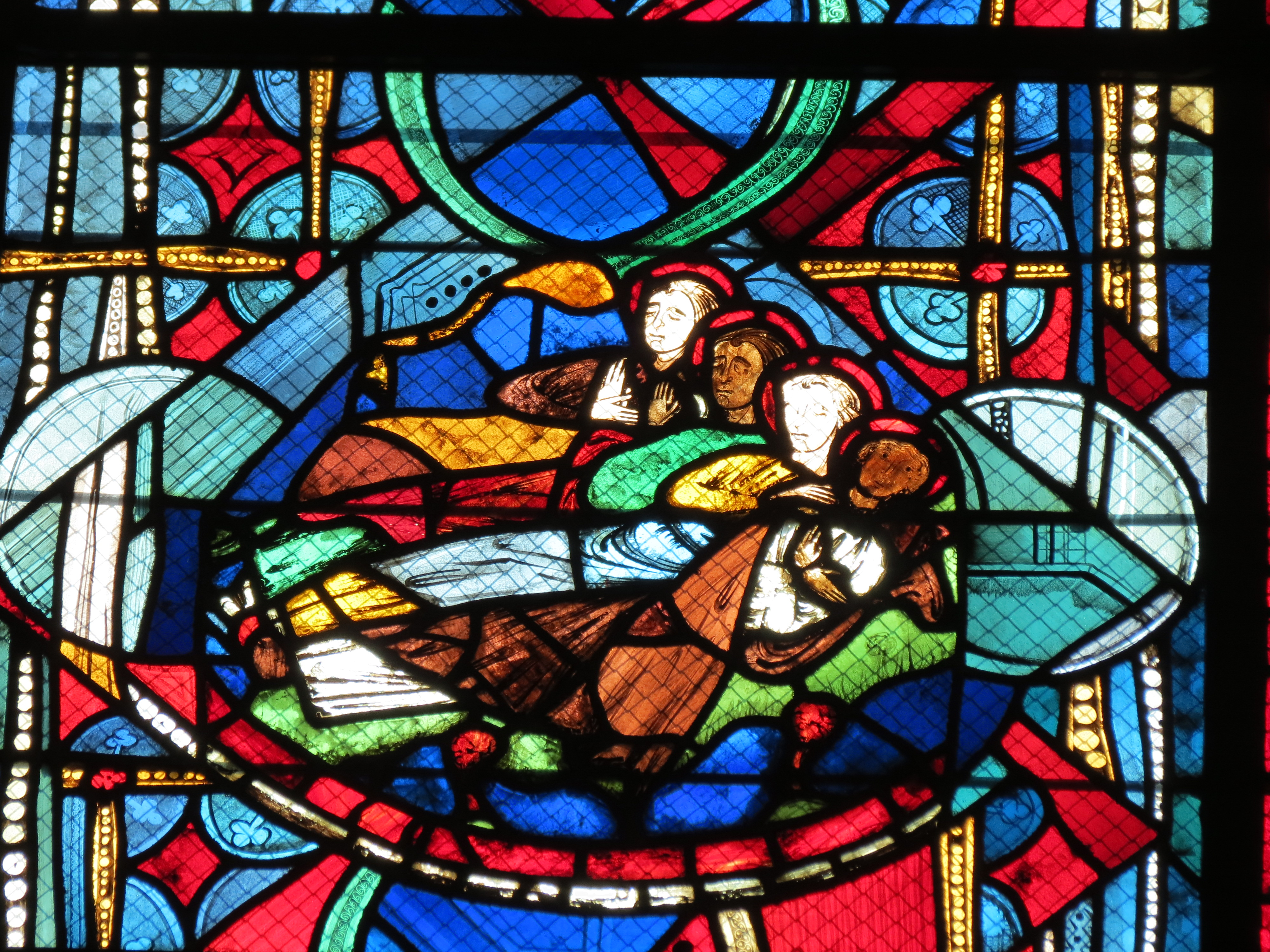
Sieben Schläfer von Ephesus: Vier Schläfer
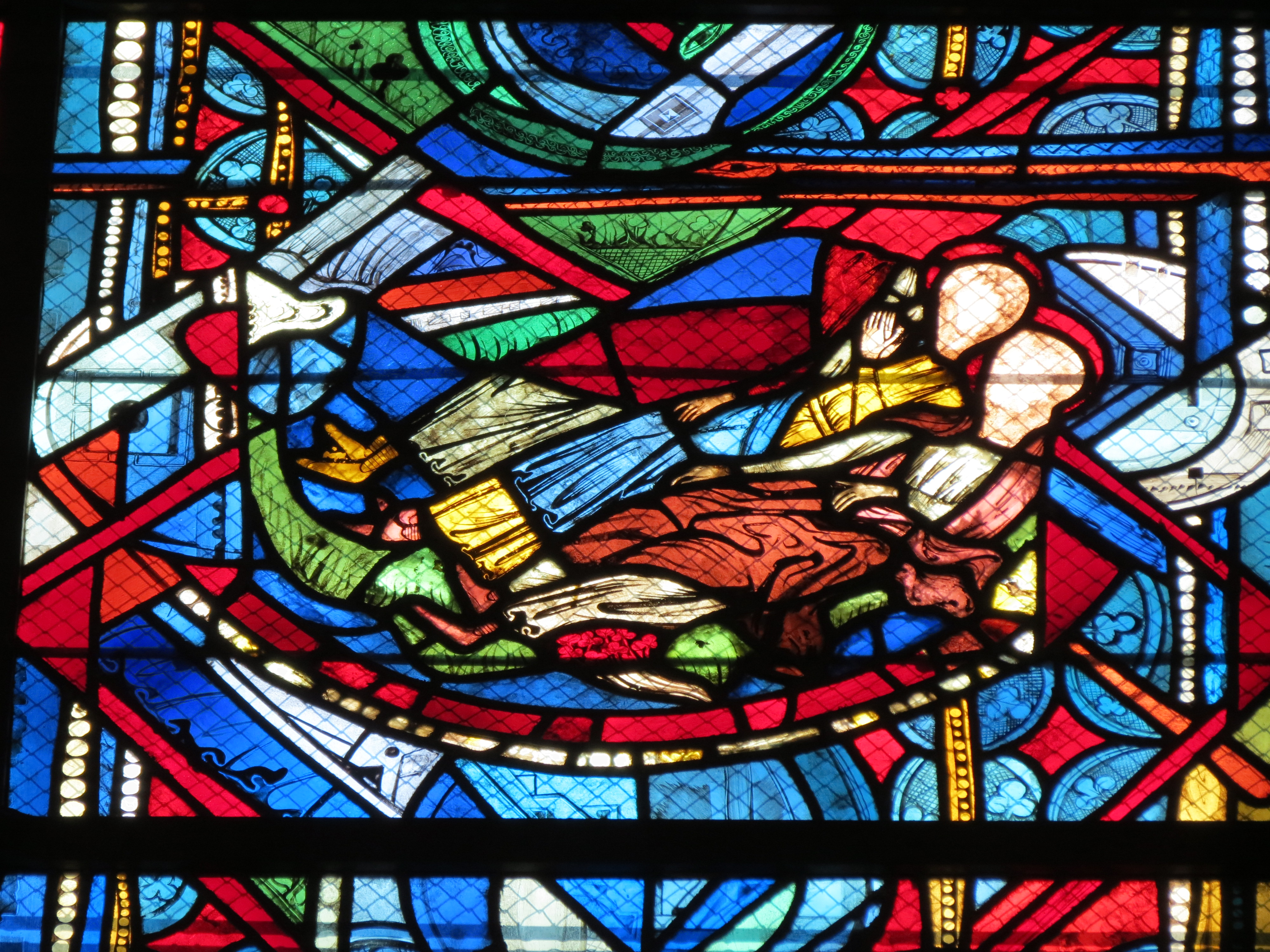
Sieben Schläfer von Ephesus: Zwei Schläfer